# アフリカ (ディズニー・アニマル・キングダム)
アフリカ（Africa）とは、ウォルト・ディズニー・ワールド内ディズニー・アニマル・キングダムにあるテーマランド。

## 概要

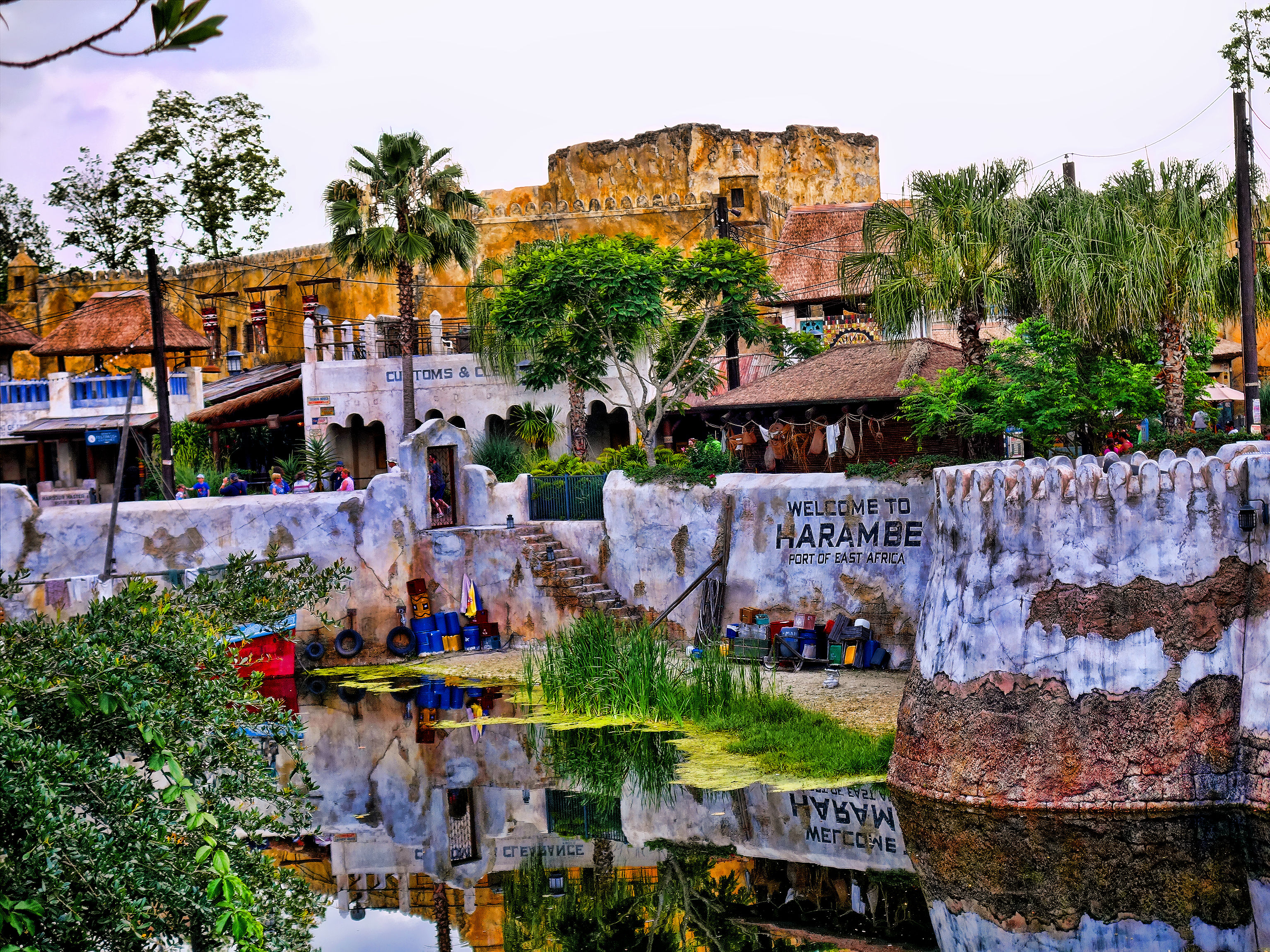
アフリカエリアの街並み

アフリカをモデルにしたエリア。東アフリカの「ハランベ(Harambe)」という名の架空の村を舞台としている。なお、「ハランベ」とはスワヒリ語で「集まる」や「協力」を意味する言葉である。キリマンジャロ・サファリではライオンやアフリカゾウ、キリンやサイといった動物をジープに乗って観察できる。また、ゴリラやカバといった動物を観察できる。
イマジニアのジョー・ロードによるとハランベはケニアのラムに似たところはあるものの、タンザニアのアルーシャの要素も付け加えていると述べている。

## 施設の紹介

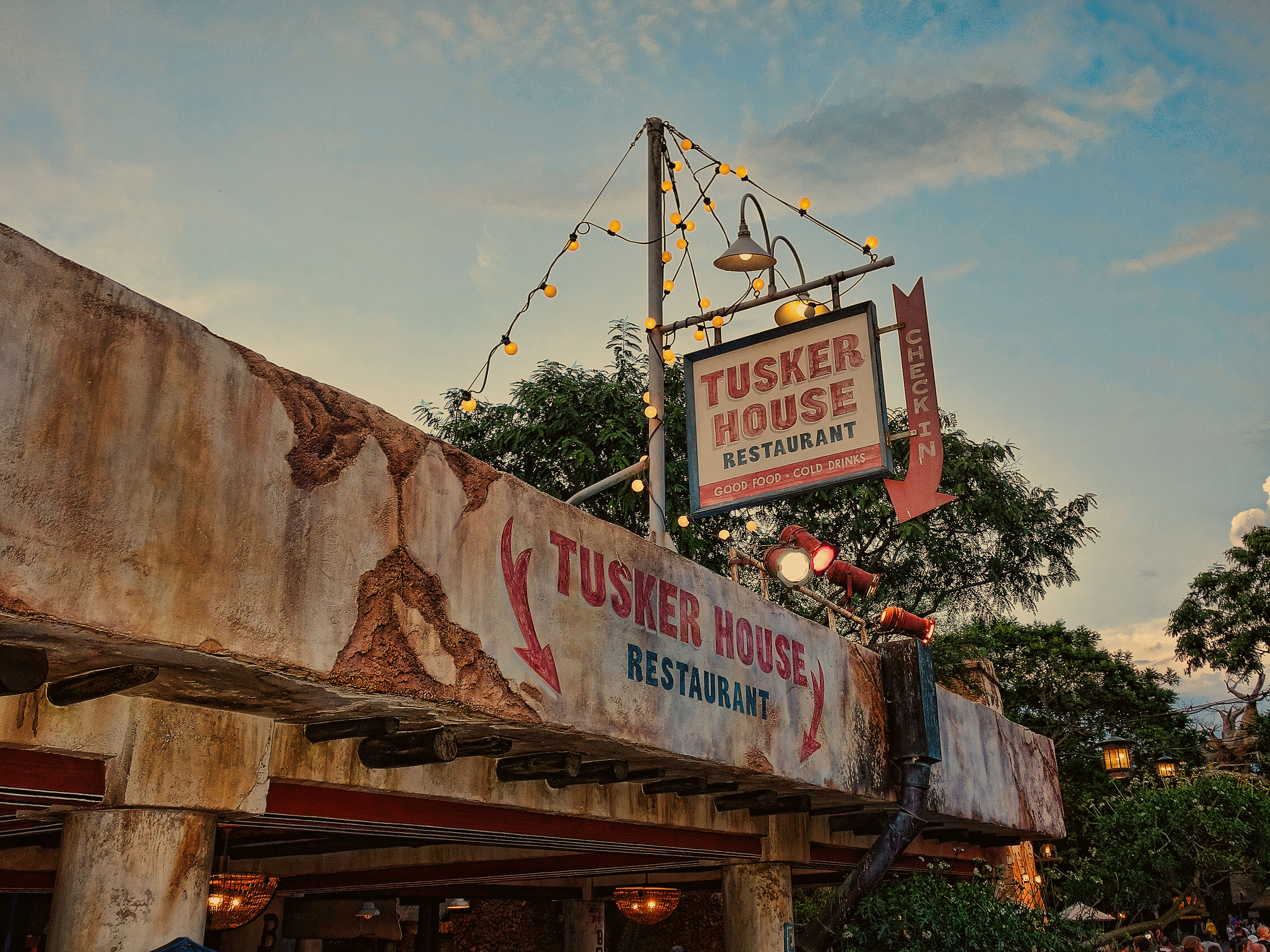
Tusker House Restaurant

### アトラクション
- キリマンジャロ・サファリ（Kilimanjaro Safaris）
- ゴリラ・フォールズ・エクスプロレーション・トレイル（Gorilla Falls Exploration Trail）…2016年5月までは「パンガニ・フォレスト・エクスプロレーション・トレイル(Pangani Forest Exploration Trail)」という名称だった。
- フェスティバル・オブ・ライオン・キング（Festival of the Lion King）（2014年〜）

### ショップ
- Duka la Filimu
- Mombasa Marketplace

### レストラン
- Dawa Bar
- Tusker House Restaurant
- Kusafiri Coffee Shop & Bakery
- Harambe Fruit Market
- Tamu Tamu Refreshments